# Лафонтен, Луи-Ипполит

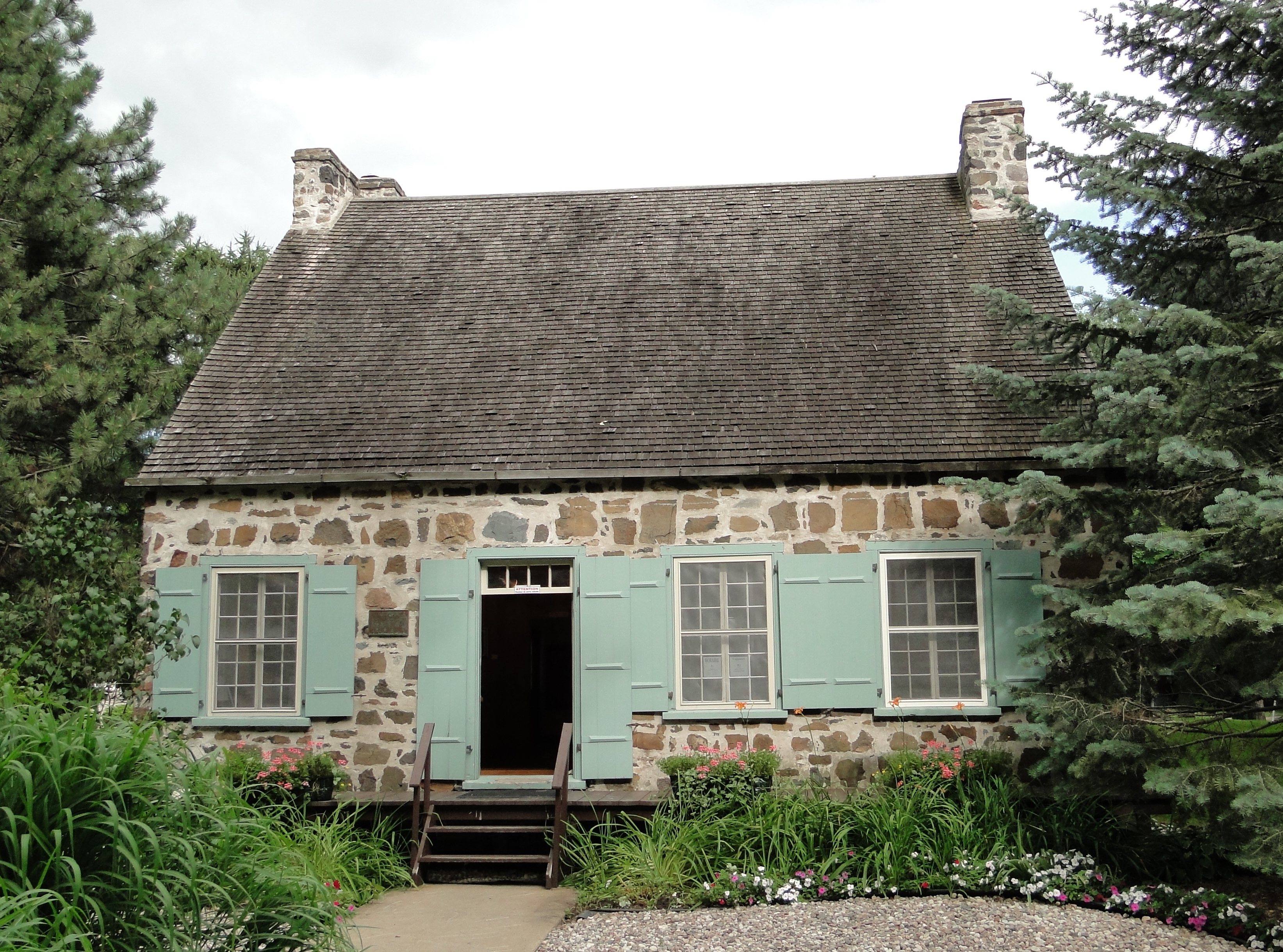
Дом, где Лафонтен жил в детстве. Бушервиль, Квебек.

Луи-Ипполит Лафонтен (Ла Фонтен), фр. Louis-Hippolyte La Fontaine (4 октября 1807, Бушервиль — 26 февраля 1864, Монреаль) — канадский политик. Один из инициаторов (наряду с Р. Болдуином) создания в Канаде ответственного правительства. Премьер-министр Восточной Канады в 1842—1843 и в 1848—1851 г.
Известен тем, что первым произнёс речь в парламенте на французском языке, несмотря на запрет официального использования этого языка согласно Акту о Союзе 1840 г.

## Биография
Родился в городе Бушервиль в Нижней Канаде. Был третьим сыном Антуана Менара Лафонтена, столяра, и Мари-Жозеф Фонтен Бьенвеню.
В 1828 году принят в коллегию адвокатов. 9 июля 1831 года женился на Адель Бертоло. С 1830 г. избран депутатом от Тербона в Ассамблею Нижней Канады. В период восстаний 1837 года Лафонтен проявил готовность к компромиссам и был назначен генеральным прокурором Нижней Канады, а 19 сентября 1842 года — главой правительства.

## Речь в защиту французского языка
13 сентября 1842 г. Лафонтен произнёс свою первую речь перед парламентом на французском языке, использование которого в официальном обиходе было запрещено согласно Акту о Союзе. Когда его прервал депутат Данн, потребовав, чтобы тот говорил по-английски, Лафонтен ответил ему, что считает запрет французского языка несправедливым и будет, несмотря ни на что, говорить по-французски и дальше.
После этого инцидента ещё несколько депутатов от Нижней Канады последовали его примеру, что через несколько лет привело к отмене статьи, запрещавшей официальное использование французского.

## Поздние годы
В ходе выборов 1847—1848 гг. Лафонтен и его сторонники одержали триумфальную победу. Он стал первым премьер-министром ответственного правительства. 26 сентября 1851 г., ввиду усталости и болезни, он ушёл в отставку. Получил почётную должность Председателя суда королевской скамьи и титул баронета, вскоре после этого умер в Монреале.
В честь него названы ряд объектов в провинции Квебек.

## Сочинения
- Les deux girouettes, ou l’hypocrisie démasquée, Montréal, 1834 (en ligne)
- Notes sur l’inamovibilité des curés dans le Bas-Canada, Montréal, 1837
- Analyse de l’ordonnance du Conseil spécial sur les bureaux d’hypothèques […], Montréal, 1842
- De l’esclavage en Canada, Montréal, 1859[6] (en ligne)
- De la famille des Lauson. Vice-rois et lieutenants généraux des rois de France en Amérique, 1859 (en ligne)
- Adresse aux électeurs du comté de Terrebonne, 1840 (en ligne)